# Marine Life Interviews
Marine Life Interviews é um curta de animação da Pixar de 2016, estrelado pelos personagens de Finding Dory. Foi incluído como um recurso exclusivo de bônus no lançamento do Digital HD de 25 de outubro e no Blu-ray de 15 de novembro de Finding Dory. Foi o décimo segundo curta baseado em filmes da Pixar a ser lançado.

## Enredo
Moradores do Marine Life Institute, Fluke e Rudder, Destiny, Hank e Bailey comentam sobre Dory quando ela morava lá em modo entrevista. A última imagem do curta mostra Dory, que é incapaz de se lembrar de qualquer um de seus encontros com os moradores do Marine Life Institute.

## Elenco
- Ellen DeGeneres como Dory
- Ed O'Neill como Hank
- Kaitlin Olson como Destiny
- Ty Burrell como Bailey
- Idris Elba como Fluke
- Dominic West como Rudder

## Home media
Marine Life Interviews foi lançado como conteúdo bónus no lançamento em Digital HD a 25 de outubro e no lançamento em Blu-ray a 15 de novembro de Finding Dory.

## Ligações Externas
- Marine Life Interviews. no IMDb.